# Corentin Celton (stanice metra v Paříži)
Corentin Celton je nepřestupní stanice pařížského metra na lince 12. Nachází se mimo hranice Paříže ve městě Issy-les-Moulineaux pod náměstím Place Paul Vaillant Couturier, kde se kříží Boulevard Gambetta, Boulevard Voltair, Rue du Général Leclerc a Rue Ernest Renan.

## Historie
Stanice byla otevřena 24. března 1934 při posledním rozšíření linky jižně od Porte de Versailles za hranice Paříže do stanice Mairie d'Issy.

## Název
Původní název stanice zněl Petits Ménages podle starého chorobince stojícího v sousedství. 15. října 1945 získala stanice na současný název podle zaměstnance nemocnice Corentina Celtona (1901–1943), který byl jako odbojář popraven nacisty. Stejně se jmenuje i zdejší nemocnice.

## Vstupy
Vchody a východy do/ze stanice se nacházejí na prostranství před nemocnicí.